# Morang (Kare)
Morang is een bestuurslaag in het regentschap Madiun van de provincie Oost-Java, Indonesië. Morang telt 4791 inwoners (volkstelling 2010).